# Оглядова карта

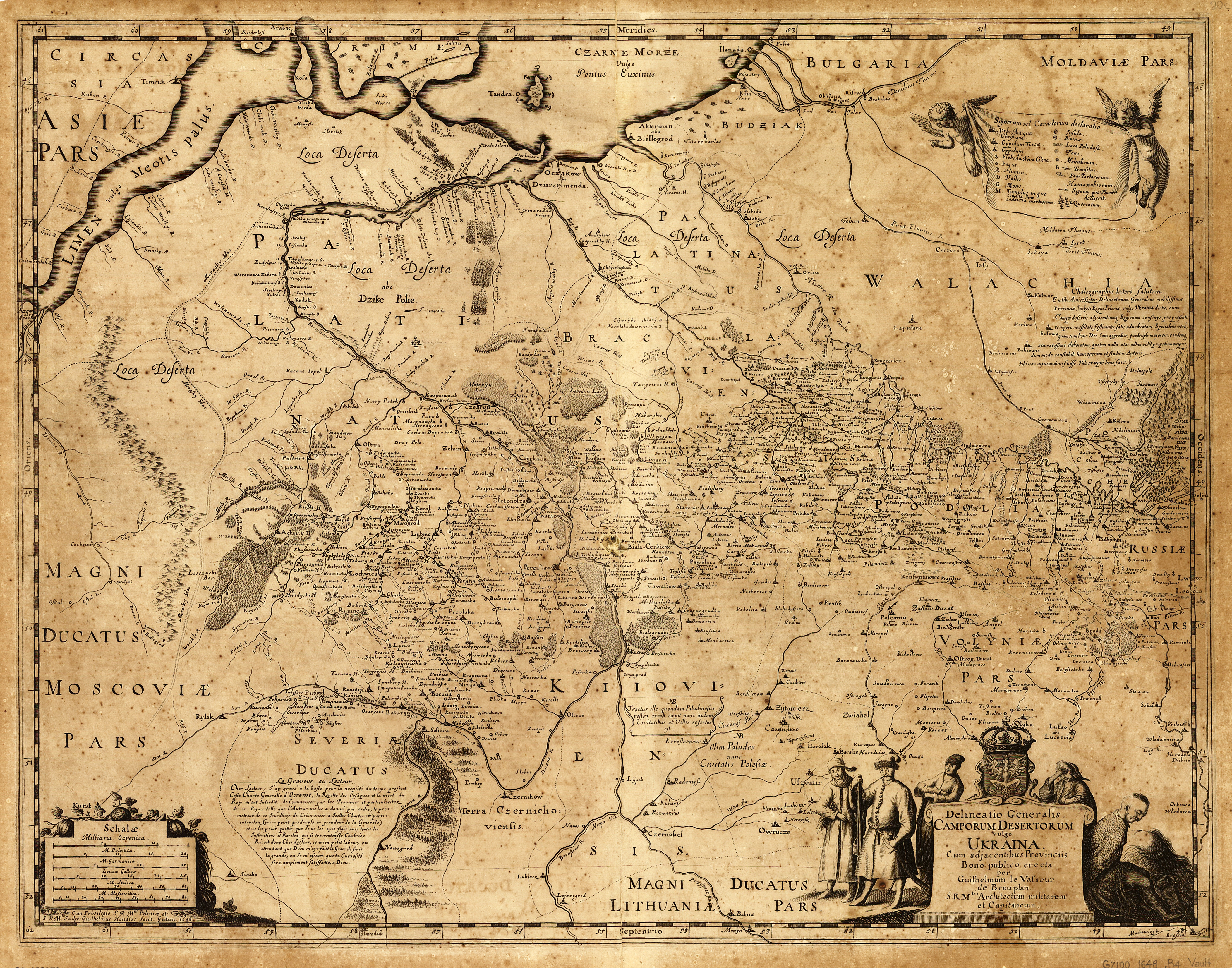
Оглядова мапа України Боплана, 1648

Карта оглядова (англ. sketch map; англ. general map, general chart; рос. карта обзорная; нім. Übersichtskarte f) – загальногеографічна або тематична карта території великих регіонів і земної кулі загалом, призначена для загального ознайомлення із зображеними на ній предметами або явищами. К.о. створюються в масштабах 1:1 000 000 і дрібніші. 
Тематично поділяють на:
- геологічні,
- кліматичні,
- ґрунтові та інші.

У свою чергу, геологічні оглядові карти поділяються на: 
- стратиграфічні,
- тектонічні,
- літологічні,
- геохімічні та інші.

Існують також оглядово-топографічні карти масштабів 1:200 000 - 1:1 000 000.